# بول يانسن

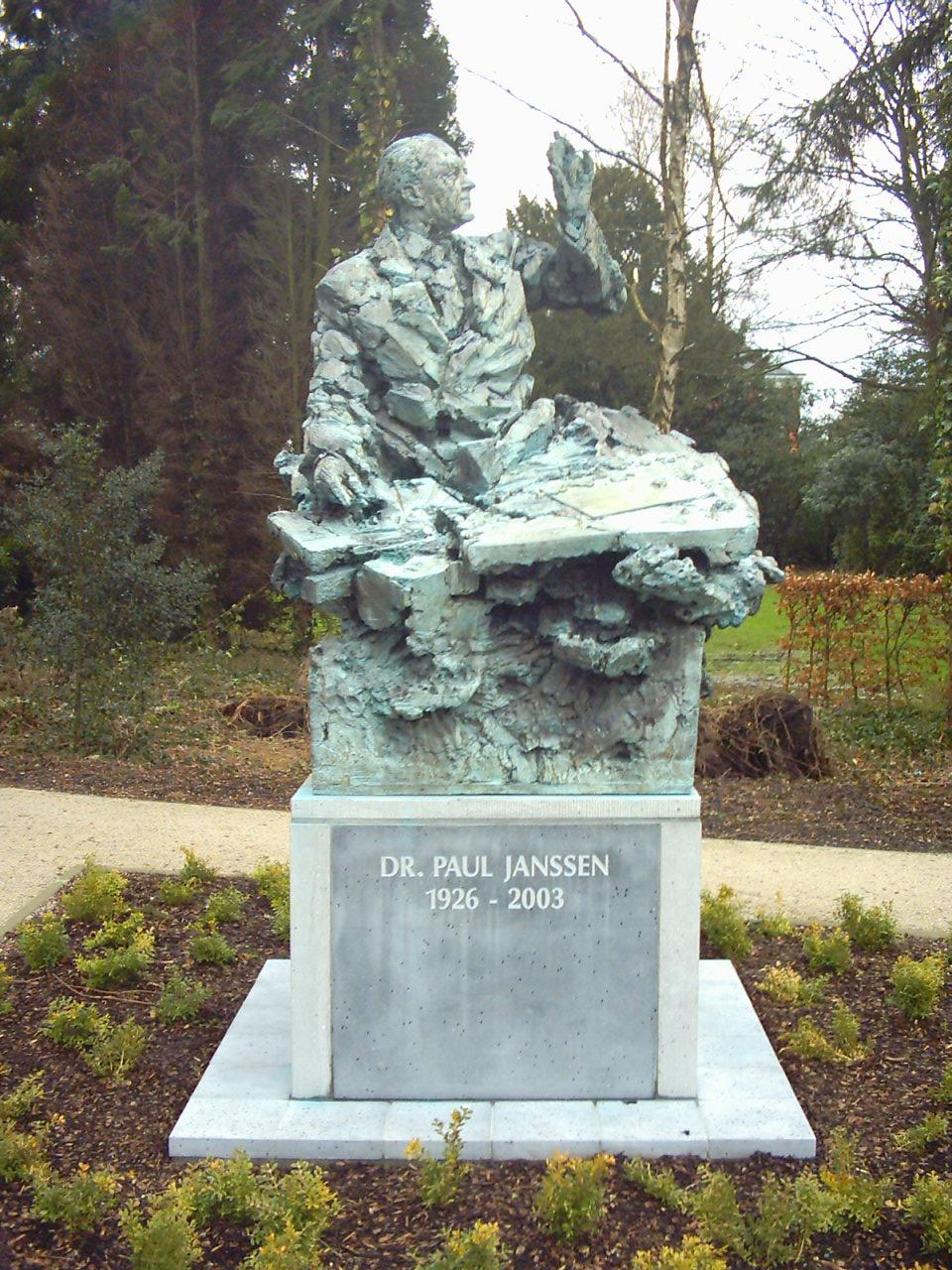
تمثال بول يانسن في بيرسه.

بول يانسن هو مؤسس شركة يانسن للأدوية، وهي شركة يعمل فيها أكثر من 20000 ألف موظف. ولد في 12 سبتمبر 1926 في تورنهاوت في بلجيكا وتوفي في 11 نوفمبر 2003 في روما في إيطاليا.